# Jean-François de Rochedragon
Jean François de Rochedragon, né le 6 mars 1744 à Montluçon (Allier), mort le 2 janvier 1816 à Paris, est un général français de la Révolution et de l’Empire.

## États de service
Il commence sa carrière le 1er juillet 1756, comme page à la Petite Écurie, et il devient garde du corps du roi compagnie Villeroy le 25 février 1760. En 1761, il sert comme aide de camp en Allemagne, et le 1er mars 1763, il est nommé capitaine au régiment Royal-Piémont cavalerie. Réformé à la réorganisation du 11 avril 1763, il est congédié des gardes du corps pour entrer aux carabiniers le 1er avril 1765. Le 28 avril 1776, il reçoit son brevet de major au Régiment d'Artois cavalerie, et le 1er mars 1778, il passe mestre de camp en second du régiment Médoc-infanterie. il est fait chevalier de Saint-Louis le 28 avril 1778. 
Il achète le Château de Bouges en 1781. Le 24 avril 1781, il est nommé mestre de camp commandant le régiment du Maréchal de Turenne, et le 1er janvier 1784, il devient mestre de camp lieutenant-commandant et inspecteur du régiment Colonel-Général. Il est élu député suppléant de la noblesse du Berry aux États généraux de 1789.
Il est promu maréchal de camp à la 22e division militaire le 30 juin 1791, et il démissionne pour raison de santé le 7 septembre 1792. Il est emprisonné comme noble en 1793. Réhabilité en 1794, après la chute de Robespierre, il refuse de reprendre du service sous le Consulat et l’Empire. Il obtient une solde de retraite le 21 février 1801. Lors de la Première Restauration, il est nommé lieutenant-général honoraire par le roi Louis XVIII le 23 août 1814.
Il meurt le 2 janvier 1816, à Paris.

## Sources
- (en) « Generals Who Served in the French Army during the Period 1789 - 1814: Eberle to Exelmans »
- Jean François Rochedragon  sur roglo.eu
- Louis de la Roque, Catalogue des chevaliers de Malte, Alphonse Desaide, graveur, éditeur de médaille, Paris, 1891, p. 208.
- Georges Six, Dictionnaire biographique des généraux & amiraux français de la Révolution et de l'Empire (1792-1814), Paris : Librairie G. Saffroy, 1934, 2 vol., p. 379-380